# Église de Chazelle
L'église de Chazelle appelée église de la Vierge est une église située sur le territoire de la commune de Cormatin dans le département français de Saône-et-Loire et la région Bourgogne-Franche-Comté.

## Historique
Fin du XIe ou début du XIIe siècle : construction de l'édifice.
Son état s'étant dégrade au XVIIe siècle, la couverture de la nef fut refaite en 1705.
Après avoir été vendue comme bien national (1796), l'église fut rachetée en 1841 par la commune, le but étant d'y installer la mairie, dans la nef. Ce projet fut abandonné à la suite de la suppression de la commune de Chazelles en 1845 et à son rattachement à celle de Cormatin.
Elle fait l'objet d'une inscription au titre des monuments historiques depuis le 29 octobre 1926.
Des travaux urgents de mise hors d’eau et de reprise des maçonneries étant devenus indispensables dans un grand nombre de parties de l’édifice, des travaux de rénovation ont été effectués dans la seconde moitié des années 80, avec une participation financière de la Sauvegarde de l’Art français.
Elle fait partie de la Fédération des Sites clunisiens depuis 1994.

## Description
L'édifice, ancienne église du doyenné Notre-Dame de Chazelle, se compose d'une seule nef – dont le voûtement est plus récent – et d'une abside. 
Cette église a conservé de la fin du XIe siècle un très beau clocher se dressant à la croisée du transept ainsi que son chevet roman. De plan carré, ce clocher domine l’édifice de sa forme particulièrement élancée. Il est décoré de bandes lombardes alternant avec des arcatures aveugles, son étage supérieur étant percé sur ses quatre faces de baies jumelles séparées par des colonnettes doubles. 
Une chapelle de style gothique flamboyant a été ajoutée au sud au XVe siècle et la nef intérieurement aménagée au XIXe siècle.
Une cloche de bronze du XVe siècle, aux inscriptions gothiques, a été classée au titre des Monuments historiques en 1923.
Un logis imposant est contigu à l’édifice au nord : il pourrait s’agir d’une partie des bâtiments de l’ancien doyenné.